# 西部天使基督神的教会

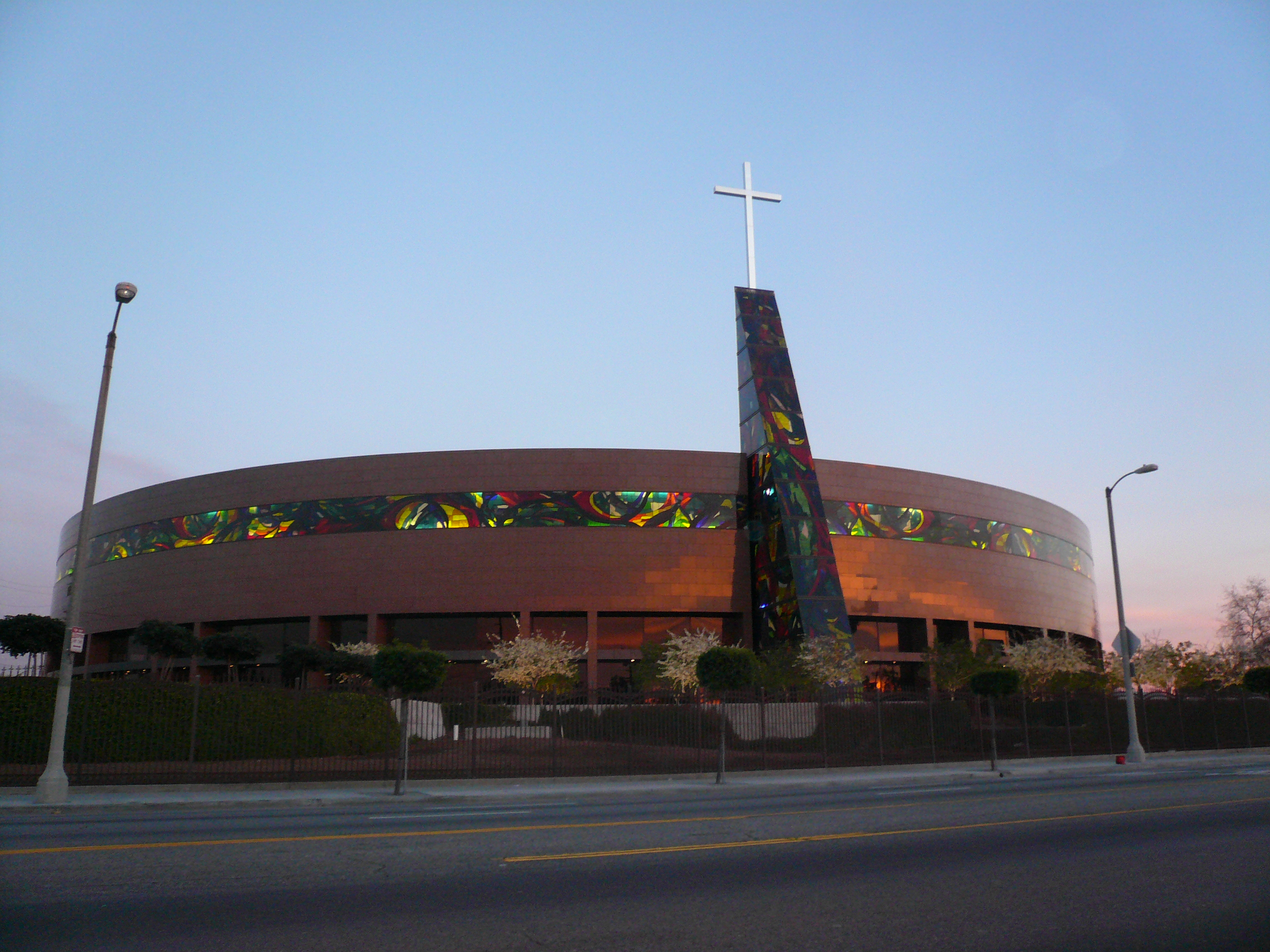

西部天使基督神的教会（West Angeles Church of God in Christ ）是美国加州洛杉矶的一个五旬节运动-圣洁运动教会，属于基督神的教会教派。其主要礼拜场所西部天使主教座堂（West Angeles Cathedral）位于西亚当斯历史街区。
该教会创建于1943年。第一个教堂位于亚当斯大道，靠近10号州际公路（当地称为圣莫尼卡高速公路）。1969年，牧师的儿子、阿肯色州小石城人查尔斯布莱克接任West Angeles 的牧师。在布莱克的领导下，教会成员从40名增加到超过24,000名。教堂曾搬迁过两次，第一次搬到克伦肖大道3045号一个1000座位的设施（今天称为北园区），后来到现在的建筑，5000个座位的西部天使主教座堂，位于克伦肖大道3600号。大教堂用钢，花岗岩和彩色玻璃建造，于1999年献堂。
该教会拥有有影响力的牧师，充满活力的城市事工和名人信徒，包括魔术师约翰逊、纳塔利·科尔、丹泽尔·华盛顿、 史提夫·汪达和安琪拉·贝瑟。